# 薩克斯 (阿拉巴馬州)
薩克斯（英語：Saks）是一個位於美國阿拉巴馬州卡爾霍恩縣的非建制地區和人口普查指定地區。根據2010年美國人口普查，該地人口為10744人。

## 地理
薩克斯的座標為33°42′29″N 85°50′39″W / 33.708056°N 85.844167°W，而該地最高點為海拔高度250米（即820英尺）。